# Ligue Haïtienne
Ligue Haïtienne este un campionat de fotbal din zona CONCACAF.

## Ligue Haïtienne - 2010
- Aigle Noir AC (Port-au-Prince)
- AS Capoise
- AS Carrefour
- AS Cavaly (Léogâne)
- AS Mirebalais
- AS St Louis du Nord
- ASPDIF Aquin
- Baltimore SC (Saint-Marc)
- Don Bosco FC (Pétion-Ville)
- Dynamite AC (Saint-Marc)
- JS Capoise
- Racing Club Haïtien (Port-au-Prince)
- Racing FC
- Tempête FC (Saint-Marc)
- Victory SC (Port-au-Prince)
- Violette AC (Port-au-Prince)

## Foste campioane
Din 2002 campionatul are un sezon cu 2 stagii. O=Ouvertura (deschidere), f=Fermeture (încheiere)
| An      |                          | Campioană      | Oraș |
| 1937/38 | RC Haïtien               | Port-au-Prince |      |
| 1939    | Violette AC              | Port-au-Prince |      |
| 1940    | Hatüey Bacardi Club      | Port-au-Prince |      |
| 1941    | RC Haïtien               | Port-au-Prince |      |
| 1942    | Etoile Haïtienne         | Port-au-Prince |      |
| 1943    | Arsenal FC               |                |      |
| 1944    | Etoile Haïtienne         | Port-au-Prince |      |
| 1945    | Hatüey Bacardi Club      | Port-au-Prince |      |
| 1946    | RC Haïtien               | Port-au-Prince |      |
| 1947    | RC Haïtien               | Port-au-Prince |      |
| 1948    | Excelsior AC             | Port-au-Prince |      |
| 1949    | championship interrupted |                |      |
| 1950    | Excelsior AC             | Port-au-Prince |      |
| 1951    | Excelsior AC             | Port-au-Prince |      |
| 1952/53 | Aigle Noir AC            | Port-au-Prince |      |
| 1953/54 | RC Haïtien               | Port-au-Prince |      |
| 1954    | no championship          |                |      |
| 1955    | Aigle Noir AC            | Port-au-Prince |      |
| 1956    | Jeunesse Pétion-Ville    |                |      |
| 1957    | Violette AC              | Port-au-Prince |      |
| 1958    | RC Haïtien               | Port-au-Prince |      |
| 1961    | Etoile Haitienne         |                |      |
| 1962    | RC Haïtien               | Port-au-Prince |      |
| 1963-67 | not-held                 |                |      |
| 1968    | Violette AC              | Port-au-Prince |      |
| 1969    | RC Haïtien               | Port-au-Prince |      |
| 1970    | Aigle Noir AC            | Port-au-Prince |      |
| 1971    | Don Bosco FC             | Pétion-Ville   |      |
| 1972-82 | nu s-a disputat          |                |      |

| An        |                 | Campioană      | Oraș |
| 1983      | Violette AC     | Port-au-Prince |      |
| 1984-87   | nu s-a disputat |                |      |
| 1988/89   | FICA            | Cap-Haïtien    |      |
| 1989/90   | FICA            | Cap-Haïtien    |      |
| 1990/91   | FICA            | Cap-Haïtien    |      |
| 1991/92   | non finished    |                |      |
| 1992/93   | Tempête FC      | Saint-Marc     |      |
| 1993/94   | FICA            | Cap-Haïtien    |      |
| 1994/95   | Violette AC     | Port-au-Prince |      |
| 1996      | Racing FC       | Gonaïves       |      |
| 1997      | AS Capoise      | Cap-Haïtien    |      |
| 1998      | FICA            | Cap-Haïtien    |      |
| 1999      | Violette AC     | Port-au-Prince |      |
| 2000      | RC Haïtien      | Port-au-Prince |      |
| 2001      | FICA            | Cap-Haïtien    |      |
| 2002 O    | Roulado         | La Gonave      |      |
| 2002 F    | RC Haïtien      | Port-au-Prince |      |
| 2003 O    | Don Bosco FC    | Pétion-Ville   |      |
| 2003 F    | Roulado         | La Gonave      |      |
| 2004      | no championship |                |      |
| 2004/05 O | AS Mirebalais   | Mirebalais     |      |
| 2004/05 F | Baltimore SC    | Saint-Marc     |      |
| 2005/06   | Baltimore SC    | Saint-Marc     |      |
| 2007 O    | Baltimore SC    | Saint-Marc     |      |
| 2007 F    | AS Cavaly       | Léogâne        |      |
| 2008 O    | Tempête FC      | Saint-Marc     |      |
| 2008 F    | Racing FC       | Gônaïves       |      |
| 2009 O    | Tempête FC      | Saint-Marc     |      |
| 2009 F    | RC Haïtien      | Port-au-Prince |      |

## Performanțe după club
| Club                  | Oraș           | Titluri | Ultimul titlu |
| --------------------- | -------------- | ------- | ------------- |
| RC Haïtien            | Port-au-Prince | 11      | 2009 F        |
| Violette AC           | Port-au-Prince | 6       | 1999          |
| FICA                  | Cap-Haïtien    | 5       | 2001          |
| Aigle Noir AC         | Port-au-Prince | 3       | 1970          |
| Etoile Haïtienne      | Port-au-Prince | 3       | 1944          |
| Excelsior AC          | Port-au-Prince | 3       | 1951          |
| Baltimore SC          | Saint-Marc     | 3       | 2007 O        |
| Tempête FC            | Saint-Marc     | 3       | 2009 O        |
| Don Bosco FC          | Pétionville    | 2       | 2003 O        |
| Hatüey Bacardi Club   | Port-au-Prince | 2       | 1945          |
| Racing FC             | Gonaïves       | 2       | 2008 F        |
| Roulado               | Gonaïves       | 2       | 2003 F        |
| Jeunesse Pétion-Ville | Pétionville    | 1       | 1956          |
| AS Capoise            | Cap-Haïtien    | 1       | 1997          |
| Arsenal FC            |                | 1       | 1943          |
| AS Mirebalais         |                | 1       | 2004/05 O     |
| AS Cavaly             | Léogâne        | 1       | 2007 F        |